# Anna Lesznai

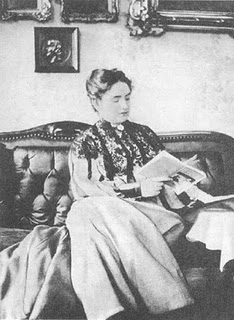
Anna Lesznai (1935)

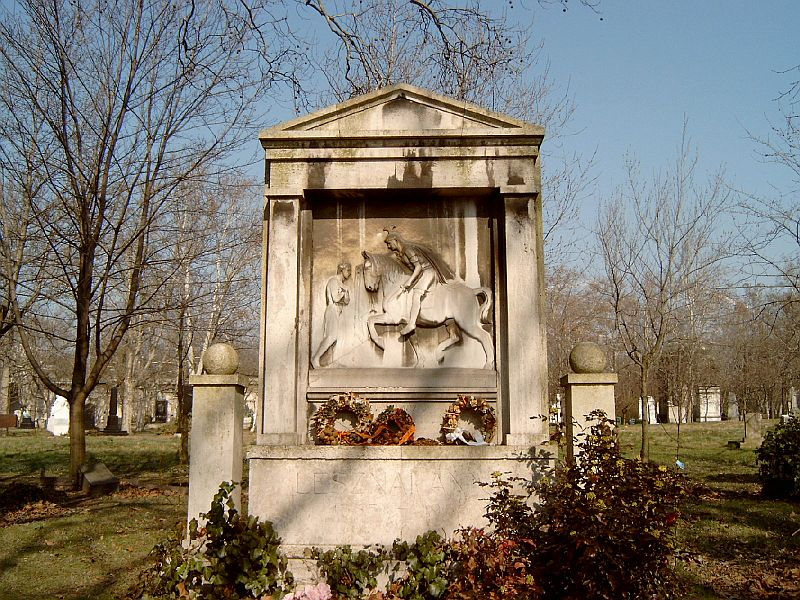
Grab auf dem Kerepesi temető: 20/1-1-78.

Anna Lesznai (geboren 3. Januar 1885 in Alsókörtvélyes, Österreich-Ungarn; gestorben 2. Oktober 1966 in New York City) war eine ungarische Schriftstellerin, Malerin und Grafikerin.

## Leben
Amália J. Moskowitz (genannt Máli) wurde in der ungarischen Reichshälfte der k.u.k Monarchie geboren und wuchs in der Nähe von Kassa (Košice) auf dem Landgut Leznai ihres geadelten Vaters Gejza Moskowitz (1913) und der Hermina Hatvany auf. Ihr Vater war persönlicher Sekretär des Reichskanzlers Gyula Andrássy gewesen. Der Schriftsteller Lajos Hatvany war ihr Cousin.
Anna Lesznai hatte mit dem Maler Dezső Orbán ein gemeinsames Atelier und stand für ihn Modell. In der zweiten Ausstellung der Künstlergruppe Nyolcak (Die Acht) war sie 1911 vertreten. Sie konnte auch Gedichte in der Literaturzeitschrift Nyugat veröffentlichen. Sie war die gemeinsame Freundin von Georg Lukács und Béla Balázs, der ihr 1911 das Stück Fee Ferne widmete, und war auch mit der Psychoanalytikerin Edit Gyömrői befreundet. Máli war Mitglied der Budapester Sonntagsgesellschaft. Nach ihrer Ehe mit Károly Garai, aus der der Sohn Kari stammte, war sie zwischen 1913 und 1920 in zweiter Ehe mit dem Soziologen Oszkár Jászi verheiratet und hatte mit ihm drei Söhne, darunter den späteren Germanisten Andrew Jászi (1917–1998). Nach der Niederschlagung der ungarischen Räterepublik 1919 hielt sie sich zunächst auf ihrem Landsitz in Körtvélyes auf, emigrierte dann nach Wien und heiratete dort den fünfzehn Jahre jüngeren Illustrator Tibor Gergely, den sie aus der Sonntagsgesellschaft (Vasárnap-Társaság) kannte, die noch eine kurze Zeit von Balázs in Wien aufrechterhalten werden konnte. Sie wurde Mitglied in der Vereinigung bildender Künstlerinnen Österreichs (VBKÖ) und wurde 1930 in den Hagenbund aufgenommen. Für Balázs illustrierte sie 1925 den Phantasie-Reiseführer. Das ist ein Baedeker der Seele für Sommerfrischler. Wegen der politischen Repression und des Antisemitismus wanderte sie 1939 mit Gergely in die Vereinigten Staaten aus. Während sie den sprachlichen Anschluss nicht mehr schaffte, konnte Gergely dort als Schöpfer und Illustrator von Bilderbüchern für Kinder reüssieren.
Postum wurde 1976 ihrem Werk eine Ausstellung in der Ungarischen Nationalgalerie Budapest gewidmet.

## Autobiografie
- Spätherbst in Eden. Roman. (Kezdetben volt a kert) Aus d. Ungar. übers. von Ernst Lorsy, Karlsruhe : Stahlberg, 1965
- Tagebuch, unveröffentlicht, auszugsweise bei: Éva Karádi, Erzsébet Vezér [Hrsg.]: Georg Lukács, Karl Mannheim und der Sonntagskreis, S. 129–140
- Erzsébet Vezér: Interview, 23. Juni 1965 bei Petőfi-Literaturmuseum

## Schriften in deutscher Übersetzung
- Die Reise des kleinen Schmetterlings durch Leszna und nach den benachbarten Feenreichen. Wien : Rosenbaum, 1912 (Hanau : Dausien, 1980 ISBN 3-7684-3944-5)
- Wahre Märchen aus dem Garten Eden. Berlin : Das Arsenal, 2008 ISBN 978-3-931109-49-3